# Font del Cisco (Monistrol de Calders)
La Font del Cisco és una surgència del terme municipal de Monistrol de Calders, al Moianès.
Està situada a 474 metres d'altitud, a l'esquerra de la riera de Sant Joan just al costat de ponent del Camí de Monistrol de Calders a Granera quan travessa la riera, ran del Molí d'en Sala. Es tracta de dues fonts juntes, posades en angle recte en un espai d'un parell de metres.